# Yengeç Sepeti
Yengeç Sepeti (en turc Cistella de cranc) és una pel·lícula turca de 1994 dirigida per Yavuz Özkan.

## Argument
La unitat dels individus que formen una imatge familiar feliç, que es converteix en un enfrontament a mesura que els seus conflictes interns i problemes individuals surten a la superfície, s'emfatitza com si revelés el fet que els crancs posats a la mateixa cistella es menjaran els uns als altres. La tristesa i l'emotivitat manejades magistralment per Yavuz Özkan tracta de relacions humanes que progressen en delicats equilibris.

## Repartiment
- Sadri Alışık
- Macide Tanır
- Mehmet Aslantuğ
- Şahika Tekand
- Derya Alabora
- Ege Aydan
- Sedef Ecer
- Oktay Kaynarca
- Berna Tunalı
- Bora Kaskan

## Premis
Va participar en diversos festivals de cinema turcs. Al Festival Internacional de Cinema d'Antalya va guanyar els premis a la millor pel·lícula, millor actor, millor director, millor actriu secundària i millor muntatge